# Thiagus Petrus
Thiagus Petrus Gonçalves Dos Santos (Juiz de Fora, Minas Gerais; 25 de enero de 1989) es un jugador de balonmano brasileño que actualmente juega en el FC Barcelona. Ocupa la posición de lateral izquierdo.
Destaca a nivel ofensivo por su salto y por ser poseedor de un buen lanzamiento exterior y a nivel defensivo, quizás su principal cualidad, por ser un jugador muy intuitivo que se anticipa a los atacantes rivales, lo que le permite robar multitud de balones. Se convirtió en su paso por el Naturhouse La Rioja en unos de los mejores defensores de la Liga Asobal.
Integrante habitual de la selección brasileña de balonmano, ha disputado entre otras competiciones, el Campeonato Mundial junior Egipto 2009 , el Campeonato Mundial Suecia 2011 y el Campeonato Mundial España 2013 , además de otras competiciones a nivel continental.

## Equipos
- Olímpico Atletico Clube (2004-2006)
- Esporte Clube Pinheiros (2007-2011)
- Naturhouse La Rioja (2012-2015)[2]
- SC Pick Szeged (2015-2018)
- FC Barcelona (2018-)[3]

## Palmarés

### Selección brasileña
| Juegos Panamericanos                      | Juegos Panamericanos | Juegos Panamericanos | Juegos Panamericanos |
| Año                                       | Lugar                | Medalla              |                      |
| ----------------------------------------- | -------------------- | -------------------- | -------------------- |
| 2011                                      | Guadalajara          | Medalla de plata     |                      |
| 2015                                      | Toronto              | Medalla de oro       |                      |
| 2019                                      | Lima                 | Medalla de bronce    |                      |
| 2023                                      | Santiago de Chile    | Medalla de plata     |                      |
| Campeonato Panamericano                   |                      |                      |                      |
| Año                                       | Lugar                | Medalla              |                      |
| 2012                                      | Argentina            | Medalla de plata     |                      |
| 2016                                      | Argentina            | Medalla de oro       |                      |
| 2018                                      | Groenlandia          | Medalla de plata     |                      |
| Campeonato Sudamericano y Centroamericano |                      |                      |                      |
| Año                                       | Lugar                | Medalla              |                      |
| 2020                                      | Brasil               | Medalla de plata     |                      |
| 2022                                      | Brasil               | Medalla de oro       |                      |
| 2024                                      | Buenos Aires         | Medalla de oro       |                      |
| Juegos Suramericanos                      |                      |                      |                      |
| Año                                       | Lugar                | Medalla              |                      |
| 2018                                      | Cochabamba           | Medalla de oro       |                      |

### Esporte Clube Pinheiros
- Campeón Paulista 2009
- Campeón Liga Nacional Brasileña 2009
- Campeón Paulista 2010
- Campeón Liga Nacional Brasileña 2010
- Campeón Liga Nacional Brasileña 2011
- Campeón del Campeonato Panamericano de clubes 2011
- Quinto puesto en el Mundial de Clubes 2011

### Pick Szeged
- Liga húngara de balonmano (1): 2018

### Barcelona
- Supercopa de España (4): 2019, 2020, 2021, 2022
- Copa Asobal (6): 2018-19, 2020, 2021, 2022, 2023, 2024
- Liga Asobal (6): 2019, 2020, 2021, 2022, 2023, 2024
- Campeonato Mundial de Clubes de Balonmano (2): 2018, 2019
- Copa del Rey de Balonmano (6): 2019, 2020, 2021, 2022, 2023, 2024
- Liga de Campeones de la EHF (3): 2021, 2022, 2024
- Supercopa Ibérica (3): 2022, 2023, 2024